# Memunatu Sulemana
Abiba Memunatu Sulemana (* 4. November 1977) ist eine ehemalige ghanaische Fußballspielerin und heutige -Trainerin.

## Karriere

### Verein
Sulemana kam während ihrer Vereinskarriere für die Mawuena Ladies (1999), Post Ladies (2003–2008) und Faboulous Ladies (2008 bis 2016) zum Einsatz. Sie wurde 2011 und 2014 mit dem Faboulous Ladies Meister, in der National Women's League.

### International
Die 170 cm große Torhüterin nahm mit der ghanaischen Nationalmannschaft („Black Queens“) an den Weltmeisterschaften 1999, 2003 und 2007 teil und bestritt dabei alle neun Partien. Außerdem stand sie bei den Afrikameisterschaften 2000, 2002, 2004, 2008 und 2010 im Kader der Black Queens. Ende September 2007 hatte Sulemana 37 Länderspiele bestritten.

### Als Trainerin
Seit dem Herbst 2016 ist Sulemana Torwart-Trainerin vom National Women's League Verein Fabulous Ladies. Seit dem Sommer 2017 ist sie Torwart-Trainerin der U-17 Frauen-Nationalmannschaft von Ghana.

## Titel
National Women's League
- 2011, 2014